# 布吕歇尔号护卫舰
布吕歇尔号为德意志帝国海军建造的六艘俾斯麦级护卫舰的二号舰，得名于普鲁士元帅格布哈德·莱贝雷希特·冯·布吕歇尔。该级舰是在1870年代初作为海军大规模造舰计划的一部分而订购，旨在担任舰队侦察舰或前往德意志帝国感兴趣的海外地区执行长期任务。布吕歇尔号于1876年3月开始在基尔的北德意志船厂铺设龙骨，1877年9月下水，至1878年底交付使用。为了在海外进行长途航行，该舰配备了一套全帆装索具，以便在燃煤缺乏的情况作为蒸汽机的补充。但不同于其姊妹舰，布吕歇尔号在入役后不久即被改装成鱼雷训练舰，以试验这种新开发的自走式炸药武器、培训船员和发展德国的鱼雷学说。
布吕歇尔号在其整个服役生涯期间一直担任该职能。它最初驻扎在波罗的海的基尔，受阿尔弗雷德·冯·提尔皮茨指挥。从19世纪80年代到20世纪初，德国舰队的大多数军官和船员都曾在该舰上接受过鱼雷训练。1907年，布吕歇尔号发生锅炉爆炸事故，舰只严重受损并导致30人伤亡。由于舰况被评估为太糟糕而不值得维修，该舰遂被售予一家荷兰公司充当贮煤废船；其最终结局已不得而知。

## 设计
1870年至1871年的普法战争后，新成立的德意志帝国海军开始了一项旨在加强舰队实力的扩张规划。海军司令部明确现代蒸汽护卫舰对于舰队侦察以及保护德国在海外利益的长期巡逻任务而言是必要的。俾斯麦级的六艘舰于1870年代初订购，以补充德国的巡洋军舰队伍，因当时德国的巡洋舰队只能依赖于几艘已有二十年舰龄的船具。
布吕歇尔号的水线长和全长分别为72.2米和82.5米，有13.7米的舷宽以及5.28米的前吃水和6.19米的后吃水；其设计排水量为2,856吨，满载时则可达3,386吨。标准船员编制为18名军官和386名水兵。该舰由一台卧式三缸单胀往复式蒸汽机提供动力，用以驱动一副直径为4.6米的三叶螺旋桨；蒸汽则由四台卧式燃煤箱型火管锅炉供应，这使得它在2,989匹公制馬力（2,198千瓦特）额定功率下的最高航速可达13.9節（25.7每小時），并且能够以9節（17每小時）的速度连续航行2,380海里（4,410）。作为在长途航行期间对蒸汽机的辅助动力，格奈森瑙号还配备有一套总帆面积为2,210平方米的全帆装索具，但后期有所削减。
布吕歇尔号在其整个服役生涯中曾装备了多款鱼雷发射管，数量从四具到七具不等。它们的管径均为350毫米，被安置在舰上的不同位置，包括水线以上和下方。布吕歇尔号并未装备大口径舰炮，而是搭载了二至四门80毫米25倍径后膛炮，以及最多十三门哈乞开斯37毫米转膛炮。

## 服役历史

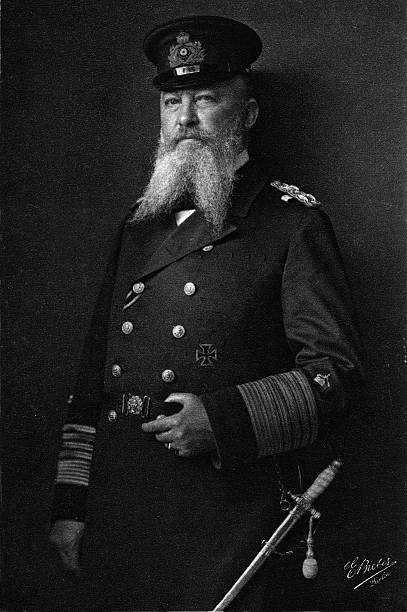
阿尔弗雷德·冯·提尔皮茨，布吕歇尔号首任舰长

### 建造－1890年
俾斯麦级的二号舰是以“C号盖甲板护卫舰”（Gedeckte Korvette C）作为合同代号，于1876年3月在基尔的北德意志船厂开始铺设龙骨，至1877年9月20日下水。在下水仪式上，由时任波罗的海海军基地司令的海军少将赖因霍尔德·冯·维尔纳主持以拿破仑战争期间著名的普鲁士陆军元帅格布哈德·莱贝雷希特·冯·布吕歇尔的姓氏为该舰命名。舾装工作完成后，海试于1878年底展开，并持续至1879年1月30日。入役后，布吕歇尔号被分配执行鱼雷测试任务；海军计划在战争中将其用作鱼雷艇的辅助舰。但直到1880年初，该舰才为此目的进行重建。它原本的武器被移除，取而代之的是各种鱼雷发射管。它们分布安装在下甲板内，因此其开口部分既有在水线上方，也有在水线下方。同时，舰只的帆装索具也有所削减。同年8月10日，布吕歇尔号终于进入基尔的鱼雷学校服役，并由阿尔弗雷德·冯·提尔皮茨担任其首任舰长。
1881年5月1日，布吕歇尔号正式接收船员登舰受训，鱼雷蒸汽船乌兰号当时被用作它的供应舰。在布吕歇尔号服役的那些年里，大多数德国海军军官和水兵都是在该舰上接受鱼雷训练的。为此，它最初驻扎在基尔峡湾。1881年9月17日，布吕歇尔号参加了帝国海军的一次海上阅兵，以便向德皇威廉一世展示新的鱼雷武器。为此，鱼雷学校在基尔外围的腓特烈奥特附近进行了一系列的演示，首先是四艘较小的武装帆船向目标发射鱼雷，继而由布吕歇尔号全速接近并向锚泊的靶舰易北号（Elbe）发射鱼雷，直接命中舰舯部并击沉了该舰。10月27日，布吕歇尔号在年度训练演习结束后停运。
从1882年6月22日至7月15日，布吕歇尔号在波罗的海进行了训练巡航，随后于8月至9月参加了年度舰队演习。1883年，该舰仍是以同样的方式运作。海军于1884年首次组建鱼雷艇部门，成员包括勇敢号、灵巧号、锐利号、安全号、坚强号、前进号以及猎人号。在8月4日的演练中，老旧的炮舰狼号作为标靶被击沉。布吕歇尔号随后于9月被转移到威廉港，以协助调试在当地建造的新鱼雷艇。1885年，它又与训练分舰队（Übungsgeschwader，即公海舰队前身）的鱼雷艇的一同参加了年度演习。1886年，布吕歇尔号被编入新成立的鱼雷监察局；这年的进程波澜不惊，期间仅有过一次去往威廉港的短途航行。
布吕歇尔号于1886年10月1日退役进行全面检修。帝国海军部曾考虑将该舰恢复为一艘功能齐全的军舰，并由巡洋巡防舰伊丽莎白号取代其鱼雷监察的职能，但这个计划没有被采纳。在大修过程中，该舰的训练空间得到了现代化改造，并在甲板上安装了探照灯，以便进行夜间鱼雷训练。1887年4月30日，布吕歇尔号重新投运，并出席了6月威廉皇帝运河的开凿庆典。接下来的一年，布吕歇尔号遵循常规的训练模式。1889年，它参加了在挪威克里斯蒂安桑附近海域进行的演习，着重操练远程射击。

### 1891－1909年

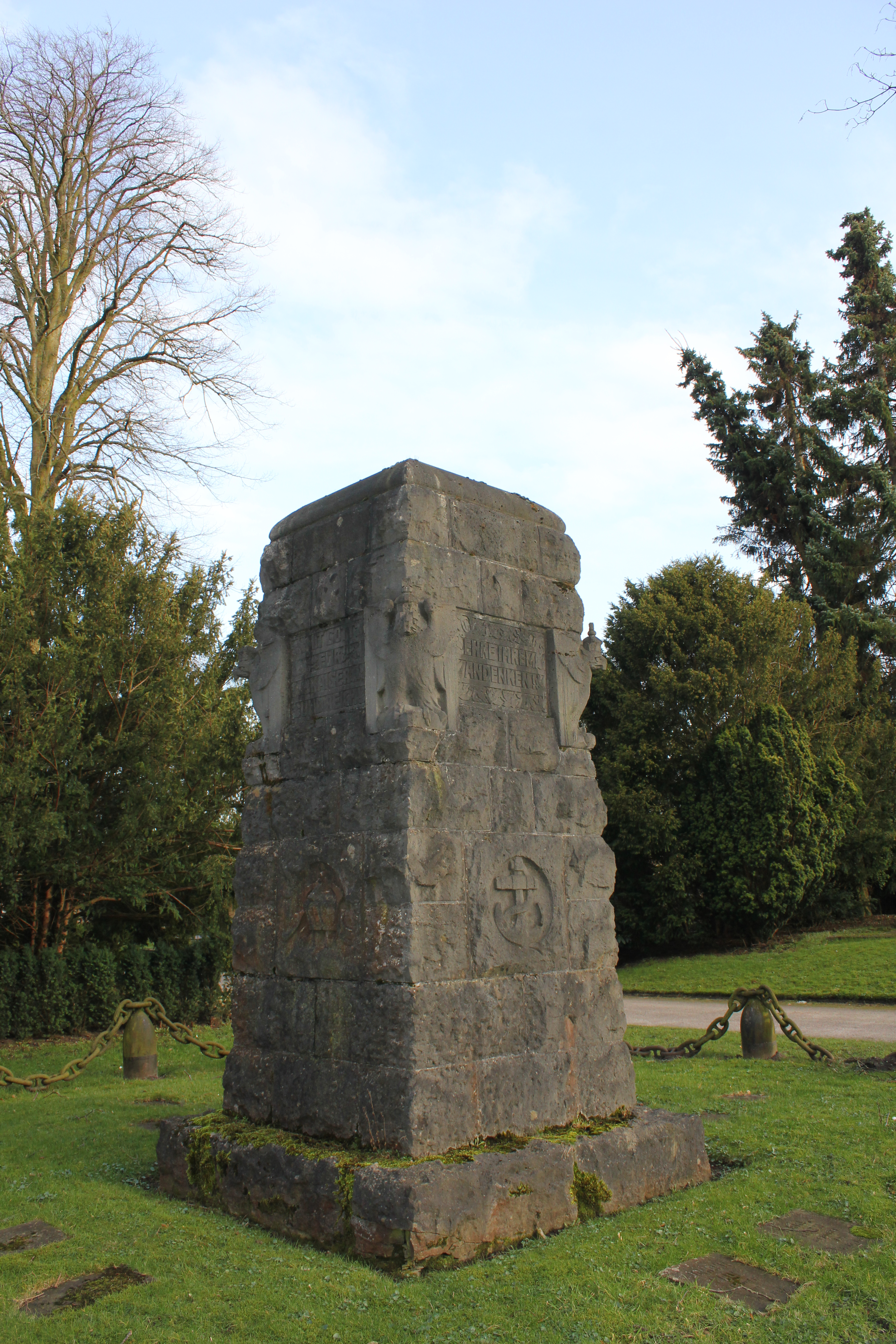
布吕歇尔号事故遇难者纪念碑

由于对鱼雷战术发展的需求增加，海军部从1890年开始使用隶属于鱼雷试验指挥部（Torpedoversuchskommando）的通报舰狮鹫号担任此职，让布吕歇尔号可以专门用于训练船员。在经历的平静的1891年后，该舰于1892年5月迎来了又一次大修。其作为鱼雷训练舰的位置暂时由老式铁甲舰萨克森号代替，直到12月1日。1893年初，布吕歇尔重返工作岗位；在当年的年度舰队演习中，它是作为舰队第四支队的旗舰参与其中。演习期间，该舰的三名船员于9月6日在基尔附近发生事故，导致一艘舰载艇倾覆。自1894年起，布吕歇尔号与狮鹫号协同工作。9月18日，它又对在博恩霍尔姆岛附近搁浅的巡洋护卫舰威廉王妃号提供了协助。
1895年，布吕歇尔号参加了威廉皇帝运河开通的庆祝活动，并于同年9月接受了另一次大修。它在鱼雷学校的位置被铁甲舰腓特烈·卡尔号取代。次年，布吕歇尔号在8月至9月的年度训练演习期间再度担任鱼雷支队的旗舰。与此同时，设于弗伦斯堡-米尔维克基地的新鱼雷站开始动工，因为强大的水流和通过威廉皇帝运河的航运量增加使得在基尔继续运营变得困难。弗伦斯堡还可提供更为广阔的训练区域，这对于测试射程大大增加的新型鱼雷而言是必要的。1897年和1898年的例行训练模式与往年一样，在这两年的舰队演习期间，布吕歇尔号都继续担任鱼雷支队的旗舰。
布吕歇尔号于1900年再次停运，在基尔的帝国船厂接受大修，它的位置再次由腓特烈·卡尔号取代。该舰于1901年4月2日重新投入使用，但在从船厂出发的途中，其螺旋桨脱落，不得不继续进行修理。1902年10月31日，新的鱼雷站正式启用，布吕歇尔号遂连同四艘鱼雷艇被转移至弗伦斯堡。铁甲舰符腾堡号也被分配到鱼雷学校，以协助布吕歇尔号和鱼雷艇进行教学任务。到1906年，布吕歇尔号的舰况已经严重恶化，自9月25日起，它只能降格担任固定式的训练和宿营船。
1907年11月6日，布吕歇尔号发生了严重的锅炉爆炸事故。涉事锅炉已经数周未及使用，船员们没有做好准备，导致高压蒸汽管线将锅炉前壁击穿。由此产生的爆炸穿透了烟囱前后的甲板，对舰只造成严重的破坏。爆炸造成10人当场死亡、24人身负重伤，其中6人后来死亡。由于事故发生时大多数船员都在岸上，因此伤亡人数有限。布吕歇尔号被拖到弗伦斯堡港口，在那里对事故进行了彻底的调查。1908年2月29日，它正式从海军名录中除籍。天王星号（Uranus，前身为皇帝号铁甲舰）被改造成一艘宿营船，取代了布吕歇尔号在鱼雷学校的位置。布吕歇尔号则以142,000马克的价格被售予了鹿特丹的一家私人公司，后者将该舰转售至西班牙的维戈，在当地充当贮煤废船。其最终结局已不得而知。为了纪念爆炸事故的遇难者，当局于1909年2月在弗伦斯堡竖立了一座纪念碑。舰只的舰艏饰也被保留了下来，现存于米尔维克海军学校。